# Elk River

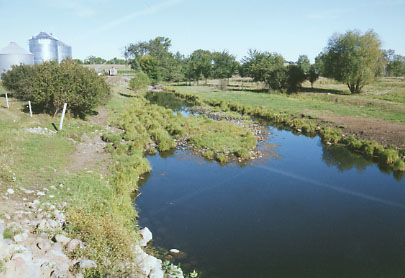
Elk River Benton County 2004

Elk River är en ca 115 km lång biflod till Mississippifloden i Minnesota.